# Syveren
Syveren er en stol, som blev designet i 1955 af den danske arkitekt og designer Arne Jacobsen. Det er en af de mest efterspurgte stole ikke bare i Danmark, men også i udlandet. Stolen har sæde lavet af ni lag formpresset finér og ben af stålrør. Den kan købes malet og lakeret i 19 forskellige udgaver, som er i en meget høj kvalitet. Den fremstilles af bøgetræ, som bliver skovet om vinteren for at opnå den bedste kvalitet.
Syveren bliver fremstillet i Allerød i Danmark af møbelproducenten Fritz Hansen, som Arne Jacobsen dengang i 1955 valgte på grund af deres metode til at dampbøje træ på.
7’eren, som den også kaldes, er det mest populære møbel i Fritz Hansens stolekollektion.
Stolens navnet Syveren har den fået fra det sidste tal af stolens modelnummer, 3107. Syveren er i dag, mange år efter Arne Jacobsens død (ultimo marts 1971), blevet et ikon for tidløst, stilfuldt design verden over.